# Chapelle de Roselend
La chapelle de Roselend est un édifice religieux dédiée à sainte Madeleine, datant du XXe siècle, située sur les contreforts du barrage de Roselend.

## Histoire

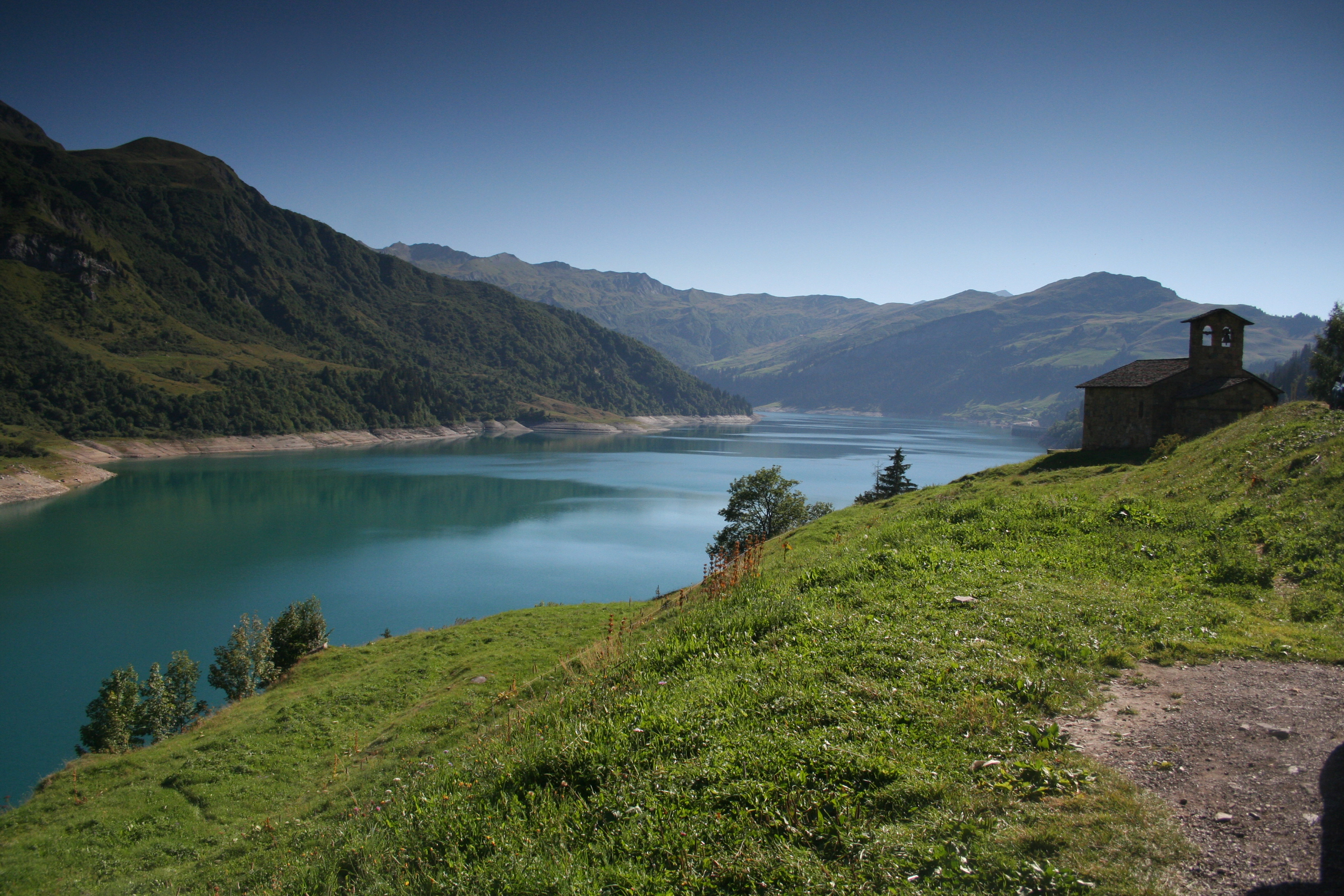
Le lac et la chapelle de Roselend.

À l'origine, il existait une chapelle de type roman dans le hameau de Roselend. Celle-ci était dédiée à la Sainte Marie-Madeleine. Un document du XIIIe siècle parle d'une chapelle qui pourrait être celle-ci. Des sources plus précises indiquent que la cloche fut fondue en 1608 ou que des donations ont été faites en 1710, 1757 et 1760.
En 1794, elle accueille, pour leur première messe de leur retour d'exil, quatre prêtres émigrés originaire de la vallée, dont le futur archevêque de Chambéry Antoine Martinet.
Engloutie lors de la mise en eau du barrage le 6 mai 1960, une chapelle fut reconstruite deux ans plus tard à proximité de la route qui surplombe le lac, dans un style plus moderne.